# Toutatis (planetoïde)
(4179) Toutatis is een planetoïde uit de groep van de Apollo-planetoïden. Dit zijn hemellichamen die de baan van de aarde kunnen kruisen.

## Ontdekking
Toutatis werd op 4 januari 1989 door de Franse astronoom Christiaan Pollas ontdekt toen hij foto's van de manen van Jupiter bestudeerde. De planetoïde kreeg als voorlopige aanduiding 1989 AC. De planetoïde werd vernoemd naar de Gallische godheid Teutates (Toutatis), onder andere bekend uit de strip Asterix en Obelix.

## Vorm

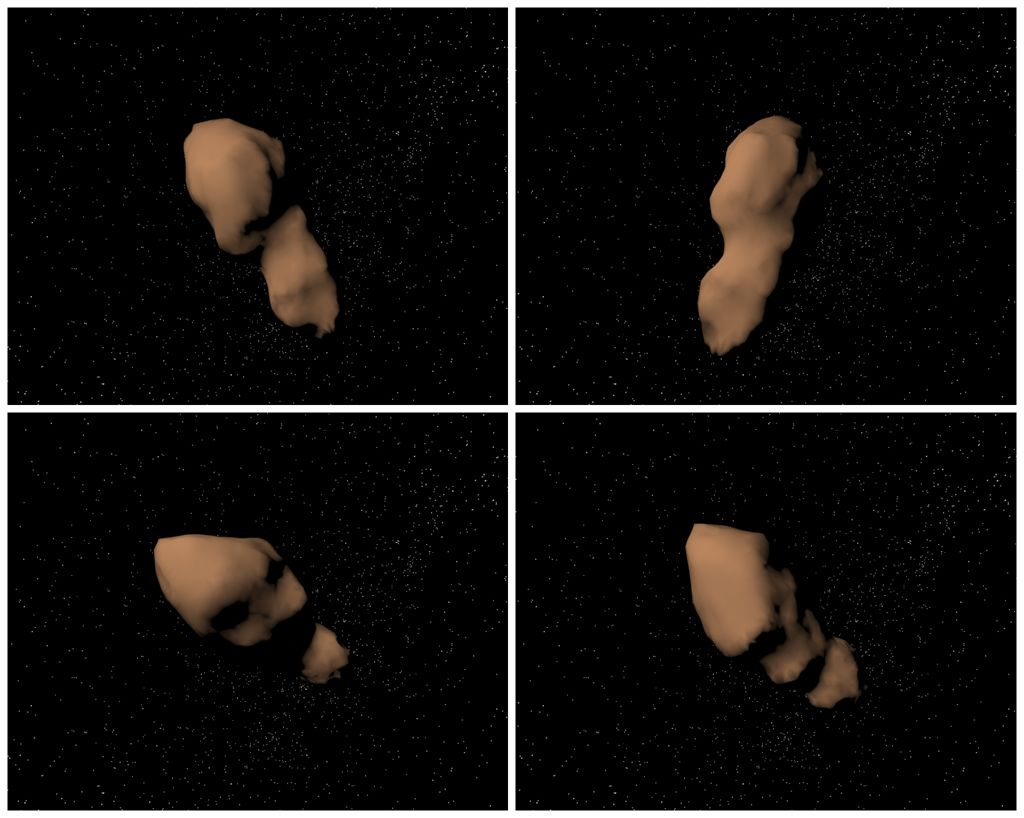
Reconstructie van Toutatis op grond van radarwaarnemingen

Door radarobservaties is vastgesteld dat Toutatis de vorm heeft van een aardappel: mogelijk veroorzaakt door twee planetoïden die tegen elkaar botsten en samensmolten. De langste as is 4,6 km en de kortste as 2,4 km.

## Baan
Toutatis beschrijft een elliptische baan om de zon die ongeveer 1454 dagen duurt. Het zwaartekrachtsveld van de aarde verstoort de baan van de planetoïde. De planetoïde passeert de aarde eens in die periode van 1454 dagen (van dus ongeveer vier jaar) op korte afstand. 
Op 29 september 2004 passeerde Toutatis de aarde op een afstand van 1.500.000 km, dit is vier keer de afstand tot de maan. De planetoïde kon toen bij goede omstandigheden met een 10 cm-telescoop worden waargenomen. 
Het is sinds de 12e eeuw niet voorgekomen dat Toutatis zo dicht langs de aarde kwam en Toutatis zal de eerstkomende 500 jaar ook niet meer zo dicht voorbijkomen.
Voor deze eeuw is het de dichtste benadering van de aarde voor een planetoïde van deze omvang. Door de zeer uitgebreide radar- en optische observaties is de omloopbaan van Toutatis een van de nauwkeurigst bepaalde van alle planetoïden: er is zeker geen inslag op aarde mogelijk in de komende 500 jaren. In 2562 bedraagt de benadering 400.000 km, ruwweg de afstand tot de maan.

## Onderzoek
Naast optische waarnemingen en radarwaarnemingen vanaf de aarde, is in december 2012 een Chinese ruimtesonde, de Chang'e 2, de planetoïde op ca. 3 km afstand voorbijgevlogen, waarbij gedetailleerde opnamen van Toutatis konden worden gemaakt.